# Музей белорусского книгопечатания (Полоцк)
Музей белорусского книгопечатания (бел. Музей беларускага кнігадрукавання) расположен в здании бывшей Братской школы Полоцкого Богоявленского монастыря, памятника архитектуры XVIII века.

## История
Музей был открыт 8 сентября 1990 года во время празднования 500-летия со дня рождения Франциска Скорины. Художественное решение экспозиции осуществили художники С. Дмитриев и И. Куржалов.

## Концепция
Музей посвящён истории книги — от первых рукописных свитков до современности. Экспозиция музея знакомит посетителей с историей создания письменности, письменных принадлежностей, книжной иллюстрации, полиграфии. Это единственный музей подобного типа в Беларуси.

## Коллекции
Экспозиционная площадь музея составляет 928 кв. м. Экспозиция музея размещается в 15 залах, на двух этажах, демонстрируется 2500 музейных экспонатов.
Самую большую часть музейных экспонатов составляют книги. Среди старопечатных изданий такие раритеты, как «Евангелие учительное» (Вильно: типография Мамоничей, 1595), Иероним Фалецкий «12 речей» (Венеция: издание Альдов, 1558), «Минея общая» (Москва, 1628). В музее представлена и другая продукция: журналы и газеты разных лет, открытки, листовки, календари, буклеты.